# Viktoria Aal
Viktoria Aal ist ein Comic von Wiebke Bolduan, der 2024 bei Reprodukt erschien.  Darin verfasst die Hauptfigur Bruks ein Buch, das heimlich veröffentlicht wird. Unerwartet entsteht eine große Nachfrage, die sich insbesondere um die titelgebende Protagonistin Viktoria Aal dreht. Die Veröffentlichung wurde im Erscheinungsjahr mit einem ICOM Independent Comic Preis ausgezeichnet und von Kritikern positiv besprochen.

## Inhalt
Hauptfigur der Geschichte ist die unglückliche und introvertierte Bruks. Als angehende Schriftstellerin verfasst sie als Gegenstück zu ihrem Leben einen lebensbejahenden Roman, dessen Heldin die immer zufriedene, unbeschwerte und selbstbewusste Meerjungfrau Viktoria Aal ist. Das Buch spielt vor der Kulisse des Wasserparks „Seafun“, der auch Aquarien und Unterhaltungsprogramm anbietet. Eine der Attraktionen ist die Meerjungfrauen-Show von Viktoria, in der sie ein Wasserballett aufführt. Da Bruks von einem Verlag eine Absage erhält, beschäftigt sie sich zunächst nicht mehr mit ihrer Figur. Der zwielichtige Verleger bringt das Buch etwas später dennoch heraus, allerdings ohne das Wissen der Autorin.
In der Folge entsteht ein Medienhype um das „rätselhafte“ Buch mit einer schnell wachsenden Fangemeinde, die den Roman nicht nur als Kultbuch feiert, sondern ebenfalls ihre Lebensfragen von der Figur Viktoria Aal beantwortet sieht. Auf der anderen Seite vermuten Kritiker, dass eher geschickte Öffentlichkeitsarbeit des Verlags den überraschenden Erfolg begründet. Konfrontiert mit der unerwarteten Situation und plötzlichen Aufmerksamkeit, muss sich Bruks einerseits mit dem Verlagswesen und einem opportunistischen Verleger beschäftigen, anderseits setzt sie sich mit sich selbst, ihrer Beziehung mit ihrer Lebenspartnerin Henry und den eigenen Erwartungen sowie Wünschen auseinander.

## Stil
Die einfachen, aber schwungvollen schwarz-weißen Tuschezeichnungen sind von einer gedämpften und zurückhaltenden Kolorierung geprägt. Dabei bleibt die reale Welt relativ blass koloriert, während das Meer und der Wasserpark von einem zarten Blau und Grün dominiert werden. Laut Bolduan soll der Stil insbesondere der introvertierten Bruks entsprechen, auch weil sich der Comic viel mit ihrem Innenleben auseinandersetze. Die extrovertierte Viktoria diene als bewusster Gegenentwurf zur Hauptfigur, was durch das Motiv der Meerjungfrau zusätzlich betont werden soll, auch wegen des fantastischen Elements. Dabei konzentriere sich Bolduan auf eine popkulturelle Interpretation, die für sie positiv behaftet sei, und nicht auf historische Mythen. Außerdem handele es sich um „sympathischen Kitsch, den man gut überzeichnen kann“. Das Meer stellt laut Bolduan bereits seit ihrer Kindheit einen anregenden Sehnsuchtsort für sie dar. Bereits Warnebi enthielt Momente am Meer, in Viktoria Aal tritt das Motiv im Vergleich stärker in den Vordergrund. Im Comic sieht man beispielsweise Bruks und ihre Partnerin regelmäßig am Strand oder wie sie sich in ihrer Vorstellung unter Wasser mit Viktoria unterhält. In einem dieser Gespräche bereut Bruks, ihr Buch an einen Verlag geschickt zu haben, während sich Viktoria begeistert zeigt. Als zentrale Aussage ihres Werks nennt Bolduan Selbstakzeptanz, was auch eigene Schwächen und vermeintliche Fehler umfasst.

## Veröffentlichung
- Viktoria Aal. Reprodukt, Berlin 2024, ISBN 978-3-95640-403-0.

## Auszeichnungen und Kritiken
Viktoria Aal erhielt 2024 den ICOM Independent Comic Preis in der Kategorie „Bester Independent Comic – Verlagsveröffentlichung“. Nikolaus Gatter hielt für die Jury fest, Bolduan hat eine „anrührende, humorvolle Coming-of-age-Geschichte gestaltet“. Das „komplexe Erzählwerk“ setze sie in „zart blau-grün kolorierten, schwungvollen Zeichnungen“ um.
Im April 2024 präsentierte 3sat-Kulturzeit Viktoria Aal als Comicbuchtipp. Mit „Tiefsinn und Witz“ erzähle der Comic über „Selbstakzeptanz und zwischenmenschliche Beziehungen“. Optisch zeige er sich „so melancholisch wie die Figuren selbst“, die stets mental mit sich rängen. Dabei sei die Botschaft glaskar: Es ist in Ordnung, anders zu sein.
Laut dem Norddeutschen Rundfunk hat Bolduan mit ihrem Werk ein „viel beachtetes Debüt hingelegt“. Auf comic.de ist die Rede von einem „Pageturner von einem Indie-Comic“. Dabei greife die Autorin mit viel Tiefgang und Humor „märchenhaft und lebensnah zugleich“ Themen wie „Tücken des Verlagswesens und der Selbstvermarktung, aber auch Körperlichkeit, queerer Partner*innenschaft und nicht zuletzt Meerjungfrauen“ auf.